# Tilston
Tilston är en ort och civil parish i Storbritannien.   Den ligger i kommunen Cheshire West and Chester i riksdelen England, i den södra delen av landet, 250 km nordväst om huvudstaden London. Tilston ligger 40 meter över havet och antalet invånare är 603.
Terrängen runt Tilston är platt, och sluttar västerut. Runt Tilston är det tätbefolkat, med 266 invånare per kvadratkilometer. Närmaste större samhälle är Chester, 15,8 km norr om Tilston. Trakten runt Tilston består i huvudsak av gräsmarker.